# Hans Jenny
Hans Jenny, Bazel 1904 - Dornach 1972, was een natuurkundige uit Zwitserland. 
Jenny deed  studie naar golfverschijnselen in bijvoorbeeld licht en geluid, waarover hij een aantal boeken en vele korte films produceerde. Jenny werd in zijn werk vooral door Ernst Chladni en zijn Chladni-patronen beïnvloed. Het werk van Jenny kreeg een eigen naam: Kymatik of cymatics.

## Publicaties
- 1950: Tierbilder
- 1954: Der Typus, een studie over morfologie
- 1962: Das Gesetz der Wiederholung, De wetten van herhaling
- 1967: Kymatic
- 1968: Tierlandschaften

## Websites
- Cymatic Insights into the Invisible Realms of Sound.
- Cymatics.org